# Henrike Brandstötter
Henrike Brandstötter (nascida a 13 de Outubro de 1975) é uma política austríaca do NEOS que serve como membro do Conselho Nacional desde 2019. De 2015 a 2020, foi membro do conselho distrital de Wieden.